# クラブ
クラブ（英: Club、当て字: 倶楽部）とは、会員制の集まり、社交・親睦団体などを指す。共通の趣味・興味を持つ仲間が定期的に集まって形成する団体をいう。18世紀から19世紀にかけてのヨーロッパで成立した。その歴史的過程の中で、社交クラブ、政治クラブ、文芸クラブ、歴史クラブ、スポーツクラブ、カントリークラブなど様々な類型のクラブが生まれ、21世紀においても世界各地で多数のクラブが人々の生活の中に根付いている。

## 歴史
クラブの成立は、近代ヨーロッパの成立と軌を一にしている。
中世ヨーロッパにおいても、クラブに類似した人的結合は存在しており、ドイツやフランスでは兄弟団や信心会などの団体が見られ、イングランドでもフラタニティと呼ばれる集団が活動していた。
イギリスでは16世紀の「フライデー通り」が最初の近代的クラブとされているが、クラブという組織形態が普及したのは17世紀後半になってからである。当時、喫茶店と社交場の機能を兼ね持つコーヒーハウスがロンドンを中心に増加していたが、コーヒーハウスで交流していた客のうち、共通の趣味・話題を持つ者同士でコーヒーハウスの一室を借りて定期的に集会を開く人々が現れた。これがクラブの起こりである。コーヒーハウスがそうであったように、クラブもまた、上流・中産階級の男性を会員とし、女性会員は認めていなかった。コーヒーハウスでの盛んな政治談議は、当然ながら多数の政治クラブの結成へと帰結した。また平行して、文学、芸術、クリケット、ボートなど様々な趣味・嗜好に対応したクラブもこの時期に見られ始めている。
18世紀に入ると産業革命の進展が中産市民階級の台頭をもたらし、中産市民階級によるクラブ参加が一層盛んになった。18世紀なかばから19世紀にかけては、ギャンブルや馬鹿騒ぎに没頭するクラブも姿を見せる一方で、著名な社交クラブ、文学クラブ、料理クラブが登場するなど、クラブの多様化が顕著となった時期でもあった。18世紀末には女性による女性クラブ（婦人クラブ）が登場し始めている。
一方、ドイツの状況について見ると、兄弟団を成立させていたのは、宗教・家・身分のという3つの中世的要素だった。しかし、宗教改革が宗教的結合を、フランス革命が身分的秩序を、産業革命が家構造をそれぞれ弱体化ないし崩壊させると、宗教・家・身分に基づく保護を失い、自立を余儀なくされた個人による互助・交流の場として、18世紀末から19世紀にかけて「協会」(Verein) と呼ばれる団体が都市部を中心に結成されるようになった。協会は、同好の人々が身分を問わず自由に入退会できる組織であり、同時期のイングランドで成立したクラブと性格をほぼ同じくするものであった。当時のドイツは分裂状態にあったため、愛国心と共同の利益を重視する協会が多かった。こうした中で、啓蒙思想と重農主義がドイツの協会運動に影響を与えた。
19世紀に入ると、ドイツの協会の多様性が一気に開花した。歴史協会、読書協会、博物館協会、農業技術改良協会などが設立されたが、これらの担い手は必ずしも学者でなく素人であり、学問が素人に支えられる文化的な素地はこの時期に形成されたものである。
19世紀のイギリスでは、労働時間の短縮に伴って労働者の余暇が生まれ、彼らによるクラブ組織が増加した。労働者と中産市民によってスポーツクラブが多数結成されるとともに、各競技の組織化も進み、19世紀後半には各スポーツ種目の競技団体（協会 association）が生まれた。アメリカ合衆国でも同様の状況にあり、この時期のイングランドとアメリカにおいて、プロスポーツクラブが登場するに至った。
ヨーロッパに発祥した近代的クラブは、ヨーロッパによる進出に伴って他地域にも紹介された。特に在外イギリス人は居留する先々でクラブを結成し、当地におけるクラブの最初例を多数残している。こうしてクラブは、英語圏を中心とする世界へ普及し、人的交流の一翼を担っている。

## 類型
クラブはその性格に応じていくつかに分類される。もっとも、複数の性格を併せ持つクラブも存在する。
- 会員相互の社交を目的とするのが社交クラブである。会員資格を厳しく設定し、会員を限定する社交クラブもあれば、広く会員を集め自由に入退会できる社交クラブもある。
- 職能団体もクラブの一種である。特定の職能を持つ人々（医師、弁護士、公認会計士ほか）が共通利益を守り、相互に交流するための団体として多く設立されている。
- 奉仕活動を目的としたクラブが奉仕クラブである。ライオンズクラブやロータリークラブなどが知られている。
- スポーツクラブやカントリークラブは、スポーツや野外活動を通じた人的交流を目的としたクラブである。自らの参加やプロスポーツなどを通して、人々に最も知られたクラブ形態の一つである。

## 日本

### 略史

#### 明治・大正期の「倶楽部」
日本における最初のクラブは、外国人居留地に作られた「外国人クラブ」であり、その後の日本のクラブのモデルとなった。最も古いものはイギリス人W.H.スミスが1863年（文久3年）に横浜に設立したヨコハマ・ユナイテッド・クラブである。その後も横浜クラブ、ジャーマン・クラブが相次いで設立された。1868年（明治元年）には神戸にクラブ・コンコルディア、翌年にはユニオンクラブ（のちの神戸クラブ）が作られている。これらのクラブは居留地での社交や娯楽を目的としたクラブだったが、根岸競馬場を拠点とした乗馬クラブである横浜レース・クラブなど各種のスポーツクラブも設立されている。
日本人により初めて結成されたクラブは、1872年（明治5年）に東京築地に建設されたナショナルクラブであろうと見られている。明治10年前後には多くのクラブが結成され、明治10年代後半には本格的な社交クラブが作られるようになった。中でも広く知られているのは井上馨が発起人となり、鹿鳴館を拠点とした東京倶楽部である。その後、上流階級のクラブを模倣した親睦と娯楽享受を目的としたクラブが多数作られた。また、自由民権運動の高まりとともに、政治結社に近い政談のためのクラブや、有力者同士による選挙候補者の予選のためのクラブが多く作られた。
『日本社会大事彙』(1901)によれば、明治初期には苦楽を共にするという意味から「苦楽部」の字を当てたクラブも多かった。クラブの存在が認知されるにつれ、世間では「楽」の文字から、クラブとは遊嬉場に集まって遊戯と酒食で快楽を貪る所である、という誤った概念が生じ、倶（とも）に楽（たの）しむ部の意で倶楽部と表記されるクラブが多数を占めるようになった。
明治・大正期に結成された主なクラブには東京倶楽部、学士会、交詢社、日本工業倶楽部などがあるが、ヨーロッパに見られるような個人の自主的な意思に基づくクラブ文化が日本に根付いたとは言いがたい。

#### 鉱山の保養施設
第二次世界大戦前には、各地の比較的規模の大きい鉱山や炭鉱においては「倶楽部」と呼ばれる保養施設が作られていた。多くが宿泊施設を備え、鉱山を訪れた賓客や重役等を接待するために用いられていた。また、一般従業員や鉱山労働者の保養所を兼ねている場合もあった。戦後、各地の鉱山が閉山となり、ほとんどが解体されるか放置されて廃墟化していったが、一部の施設は保存措置が取られている（秋田県の小坂鉱山、宮崎県の見立鉱山など）。

#### 教育や趣味・スポーツ
現在の日本では、初等教育・中等教育・高等教育等におけるクラブ活動や、地域スポーツクラブなどが人々にとって最も身近なクラブとなっている。しかし、ヨーロッパのクラブが趣味やスポーツを通じた交流をその本質的な目的としているのに対し、日本のクラブは趣味やスポーツそのものが目的となってしまい、交流が必ずしも目的として意識されないことも多いように、両者の間には小さくない差異が横たわっている。

### 派生的意味
日本では、風俗業や風俗業に近い飲食業において「クラブ」の語を入れ込む傾向が強い。例えばホストクラブ、テレフォンクラブ、ナイトクラブ、キャバクラ（「キャンパス・クラブ」から派生）など。

#### 接待飲食店
日本では、社交クラブから女性による男性会員への接待機能を強めた社交喫茶という営業形態が派生し、ここから男性客がホステスから飲食などの接待を受ける飲食店をクラブと呼ぶようになった（参考→クラブ (接待飲食店)）。

#### ナイトクラブ
- 欧米の音楽文化の影響により、多数の客が集まって、DJ・ディスクジョッキーがかける音楽に合わせて踊ったりするディスコの形態も「クラブ」と呼ばれている。アクセントは平板型。
- キャバレーや1990年前後のバブル期までディスコと呼称されていた形態の店舗もナイトクラブと呼ばれている。
  - 日本以外の他国では「ディスコ」、「クラブ」といった区別はない。
  - 「キャバレー」と「ナイトクラブ」とは、風俗営業法上では異なるものと区別されている。
  - 1982年に社会問題化した強姦殺人事件を受け、1984年の風俗営業法が改正され、その際に深夜営業が禁止された。
  - 風俗営業法上の届け出を行っているナイトクラブと、無申請の違法ナイトクラブ（風俗営業法違反：無許可営業[2]）とがある。ディスコが下火となることと入れ替わるように、違法ナイトクラブが増加していった。後者は、次のような方法をとり摘発を免れる策を講じている。
    - 飲食店として登録し、風営法で定められた営業時間規制を免れる（風俗店登録をし営業許可を得るディスコは通常24時、東京都では条例により商業地の場合午前1時閉店が義務づけられる）。
    - 摘発時に店舗が責任を逃れられるよう、イベントの運営についてオーガナイザー（イベント主催者）への外部委託とし、店舗は直接関与していないこととしている。
    - 小規模で目立たぬように経営される（派生的に、固有の細分化された音楽性を打ち出した店舗が多くを占めるようになったのも「ディスコ」との相違である）。

  - 1990年代中盤には、ディスコよりも大型な違法ナイトクラブが乱立し、看過できない状況が続いた。

### その他
和文通話表で、「く」を送る際に「クラブのク」という。